# Декарбоксилиране
Декарбоксилирането е процес на отделяне на -COOH (карбоксилна група) и заместването ѝ с протон, като за осъществяването на този процес е нужна висока температура. Обратният процес се нарича карбоксилиране. Ензимите, които катализират декарбоксилирането, се наричат декарбоксилази.